# Меана Сардо
Меана Сардо (итал. Meana Sardo) је насеље у Италији у округу Нуоро, региону Сардинија.
Према процени из 2011. у насељу је живело 1813 становника. Насеље се налази на надморској висини од 598 м.

## Становништво
Према резултатима пописа становништва 2011. у општини је живело 1.913 становника.
| 1936. | 1951. | 1961. | 1971. | 1981. | 1991. | 2001. | 2011. |
| ----- | ----- | ----- | ----- | ----- | ----- | ----- | ----- |
| 2.481 | 2.597 | 2.651 | 2.395 | 2.243 | 2.157 | 2.060 | 1.913 |